# Club de Fútbol Monterrey
O Club de Fútbol Monterrey é um clube mexicano de futebol de Monterrey, Nuevo León, no nordeste do país. Ele pertence a FEMSA, maior empresa Mexicana de bebidas. O time é popularmente conhecido como "Los Rayados (Os Listrados)" , foi fundado em 1945. Seu maior rival é o UANL Tigres, com que disputa o chamado "Clássico Regiomontano" ou "Clássico Régio". Suas cores são azul e branco.

## História
No final da Segunda Guerra Mundial, um grupo de empresários industriais comandados por Ramón Cárdenas Coronado, Enrique Ayala Medina, Paul C. Probert, Rogelio Cantú Gómez e Miguel Margáin Zozaya, decidiram criar o Club de Fútbol Monterrey, que jogaria suas primeiras temporadas no Parque de Beisebol Cuauhtémoc.
No seu primeiro jogo profissional, jogado em 19 de agosto de 1945 contra o San Sebastian de León, Monterrey ganhou por um placar de 1 a 0, com José "Che" Gómez marcando o gol.
Em março de 1986, Os Rajados ganharam seu título contra o Tampico, no estádio Tecnológico, ganharam por um resultado agregado, na série final por 3 a 2. Os gols foram marcados pelo brasileiro Reinaldo Gueldini e o mexicano Francisco Javier Cruz, que finalizou a temporada como o artilheiro.
Monterrey ganhou seu segundo título no Clausura 2003, quando em 14 de junho de 2003, eles venceram o Monarcas Morelia por um resultado agregado de 3 a 1.
Venceu a Liga dos Campeões da CONCACAF por três temporadas consecutivas 2010-11, 2011-12 e 2012-13 o que lhe deu o direito de disputar o Campeonato Mundial de Clubes da FIFA. Durante os três anos sua melhor campanha foi em 2012 no qual ficou em 3º lugar.
Em 2021, os Rayados bateram o América na final da Liga dos Campeões da CONCACAF, ganhando o seu quinto título.
O Monterrey é um dos maiores vencedores da Copa dos Campeões da CONCACAF com 5 títulos, atrás apenas dos outros mexicanos América, Cruz Azul e Pachuca.

## Rivalidade
O maior rival dos Rajados é o Tigres. Esta rivalidade é chamada de Clássico Regiomontano ou Clássico Régio, o segundo jogo mais importante do México, depois apenas de Guadalajara e América. Muitas pessoas no México acreditam que este poderia ser o maior clássico mexicano se o estádio do Tigres UANL não fosse tão acanhado.
Monterrey e Tigres lotam a maioria de suas partidas. Em cada clássico, o estádio tem seus assentos esgotados tão logo são colocados à venda. Eles jogaram o primeiro clássico em 13 de julho de 1974, no Estádio Universitário, com empate em 3 a 3. Monterrey seria o primeiro time a vencer um Clássico Regiomontano no segundo confronto por 2 a 1. Nos primeiros Clássicos, quase todos eram jogados no Estádio Universitário.
Desde 10 de março de 2006 o clube pertence ao Grupo FEMSA.

## Elenco atual
Última atualização: 22 de maio de 2025.

## Jogadores notáveis
| Mexicanos - Ubirajara Chagas (Bira) - Claudio Lostanau - Jesus Arellano - Luis Perez - Alex Fernandes - Francisco Cruz - Guillermo Muñoz - Carlos Hermosillo - Sergio Verdirame - Jorge Andrés Gil - Luis Hernandez - Ruben Ruiz Diaz - Ricardo Moriconi - German Ricardo Martellotto | - Richard Tavarez - Francisco Avilan - Magdaleno Cano - Raul Chavez - Nilo Acuña - Ruben Romeo Corbo - Francisco Solis - Jose Gomez - Luis Miguel Salvador - Mario de la Fuente - Jose de la Fuente - José Ledezma - Gregorio Cortez - Everardo Rodriguez Plata | Estrangeiros - Guillermo Franco - Walter Erviti - Antonio Mohamed - Mario Souza da Mota (Bahia) - Milton Carlos - Loco Abreu - Francisco Bertochi - Humberto Suazo - Eusébio - Sergio Ramos |

## Treinadores
- Daniel Passarella
- Ricardo La Volpe
- Otto Glória
- Víctor Manuel Vucetich

## Títulos
| CONTINENTAIS | CONTINENTAIS                  | CONTINENTAIS | CONTINENTAIS                            |
|              | Competição                    | Títulos      | Temporadas                              |
| ------------ | ----------------------------- | ------------ | --------------------------------------- |
|              | Liga dos Campeões da CONCACAF | 5            | 2010–11, 2011–12, 2012–13 , 2019 e 2021 |
|              | Recopa da CONCACAF            | 1            | 1993                                    |
| NACIONAIS    |                               |              |                                         |
|              | Competição                    | Títulos      | Temporadas                              |
|              | Campeonato Mexicano           | 5            | 1986, 2003–C, 2009–A, 2010–A e 2019–A   |
|              | Copa do México                | 3            | 1992, 2017 e 2020                       |
|              | Campeão dos Campeões          | 1            | 1992                                    |
|              | InterLiga                     | 1            | 2010                                    |

LEGENDA:
 Campeão Invicto
A: Torneio Apertura
C: Torneio Clausura
Campanhas de destaque
- Campeonato Mundial de Clubes da FIFA: 3º lugar: 2012 e 2019